# Schloss Hünnefeld

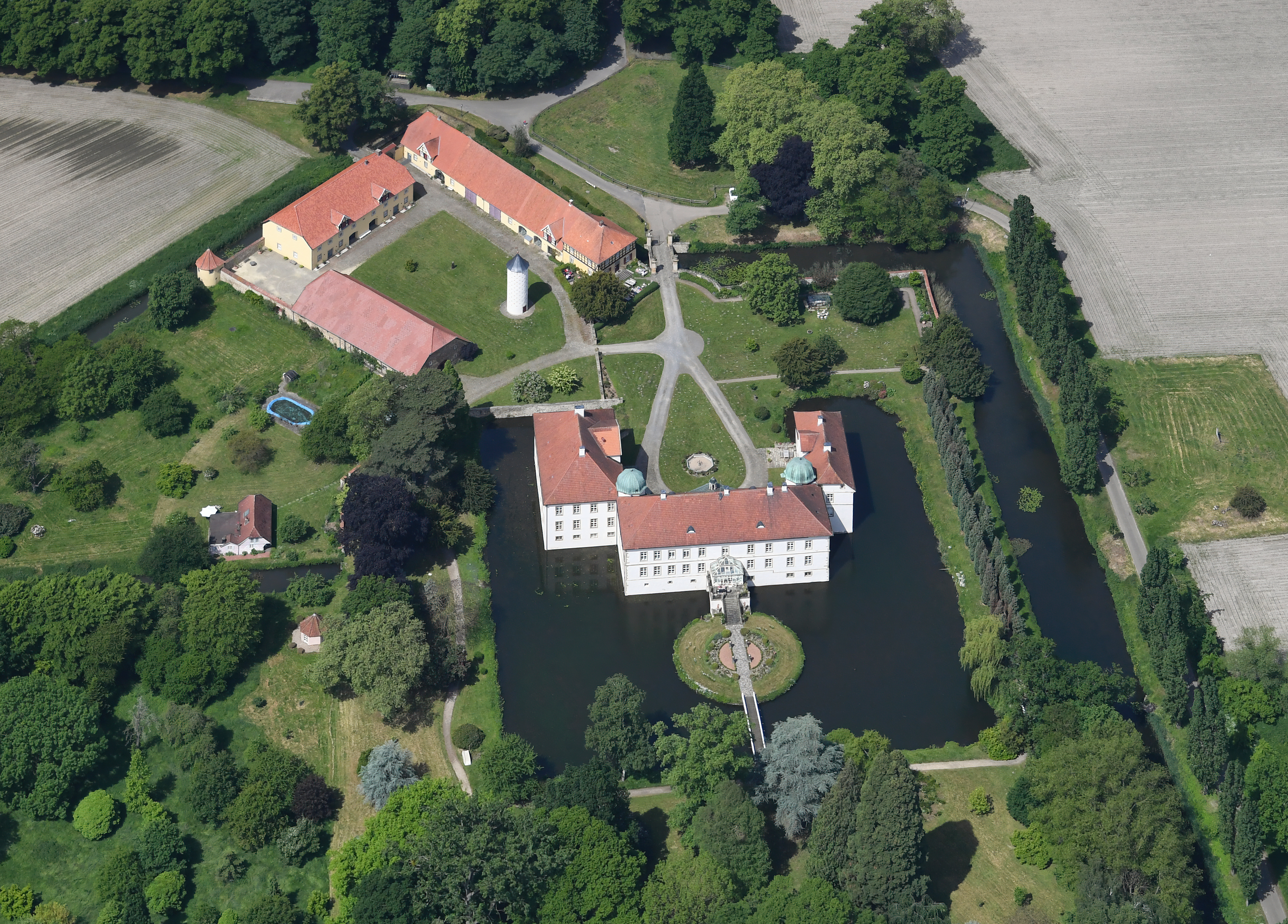
Schloss Hünnefeld von Südosten aus der Luft gesehen

Das Schloss Hünnefeld liegt in Bad Essen im Osten des Landkreises Osnabrück, nördlich des Mittellandkanals zwischen den Ortsteilen Harpenfeld und Wehrendorf.

## Geschichte
Die Ersterwähnung der Burg Hünnefeld erfolgte im Jahr 1146 als Stammsitz der Herren von Hünefeld, die Ministeriale des Bistums Osnabrück waren. 1394 wird durch Heirat Everd von Haren neuer Burgherr, der die Burg 1432 seinem Schwiegersohn Bernd von Dehem verkauft. Am 17. März 1447 gelangte das Schloss in den Besitz der Familie von dem Bussche, die zuvor bereits das nahe gelegene Schloss Ippenburg innehatte. Durch Erbteilung trennten sich 1598 die Linien von dem Bussche-Ippenburg und von dem Bussche-Hünnefeld.
An der Stelle der ersten Burganlage wurde im 13. Jahrhundert eine zweiteilige Wasserburg angelegt. Im 14. Jahrhundert ist eine Ober- und Unterburg bezeugt. Das heutige Schloss steht an der Stelle der ehemaligen Oberburg, die Unterburg wurde um 1600 abgetragen, um Platz für einen Wirtschaftshof und Befestigungsanlagen zu schaffen. Das heutige Herrenhaus wurde mit seinem nördlichen Seitenflügel als Teil einer Dreiflügelanlage von 1610 bis 1614 errichtet, geplant war aber ursprünglich eine Vierflügelanlage. Der südliche Seitenflügel wurde 1658 ergänzt.

### Schloss
Das heutige Herrenhaus wurde mit seinem nördlichen Seitenflügel als Teil einer Dreiflügelanlage von 1610 bis 1614 errichtet, geplant war aber ursprünglich eine Vierflügelanlage. Der südliche Seitenflügel wurde 1658 ergänzt.
Das dreiflügelige Haupthaus der Schlossanlage erbauten von 1610 bis 1613 die Eheleute Gerhard Clamor v. dem Bussche (1572–1614) und Hedwig v. Münchhausen (1590–1653), Tochter Hilmars d. J. von Münchhausen, nach dem Vorbild von Hedwigs Elternhaus Schloss Schwöbber, wobei anstelle des Weserrenaissancedekors schlichte frühbarocke Formen verwendet wurden.
Im Nordflügel steckt möglicherweise noch ein älterer Turm, darauf weisen eine massive Steintreppe und Schießscharten hin.
Das Schloss wird durch einen Wassergraben umgeben, eine zweite Gräfte umschließt die gesamte Anlage inklusive Wirtschaftshof, Garten und alten Burgplatz.

### Nebengebäude
Der Wirtschaftshof liegt gegenüber dem Hauptgebäude. Er weist im Südwesten noch einen spätmittelalterlichen, runden Eckturm auf. Die Burgkapelle befindet sich heute zweckentfremdet im nördlichen Wirtschaftsgebäude und ist der untere Teil eines ursprünglichen Steinwerkes.
Außerdem befinden sich dort:
- Taubenturm. Der 1710 erbaute Turm ist das auffälligste Gebäude. Der weiße, runde Turm mit Spitzdach hat an seiner Außenwand etliche Einfluglöcher für die Tiere. Er liegt im Bereich der ersten Burganlage, dem Uecherer Hof in Hunevelde.

- Alte Rentei. Sie war früher Behörde der Finanzverwaltung und wird heute mit seinen zwei Geschossen als Café mit Bed and Breakfast genutzt.

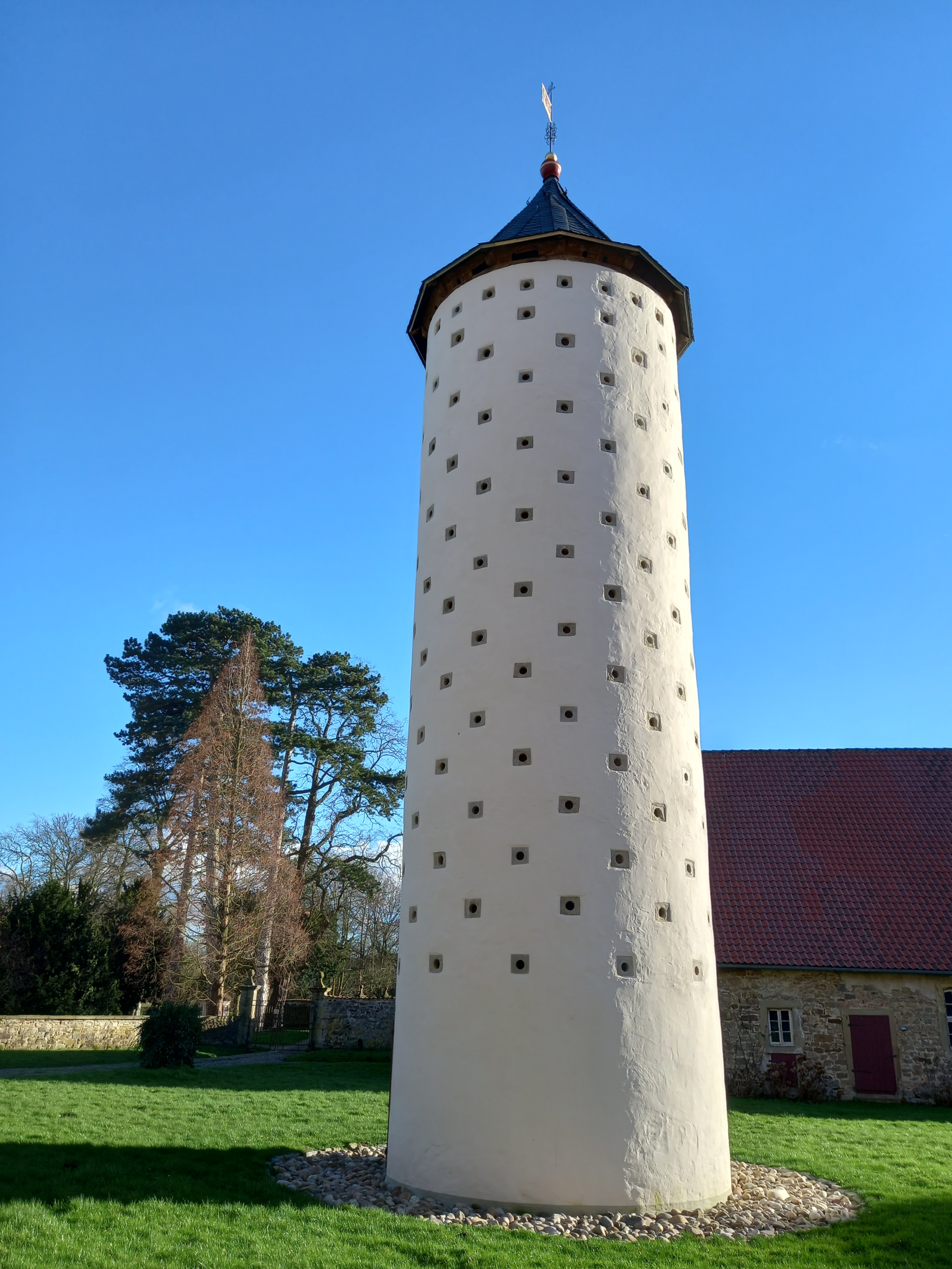
Taubenturm
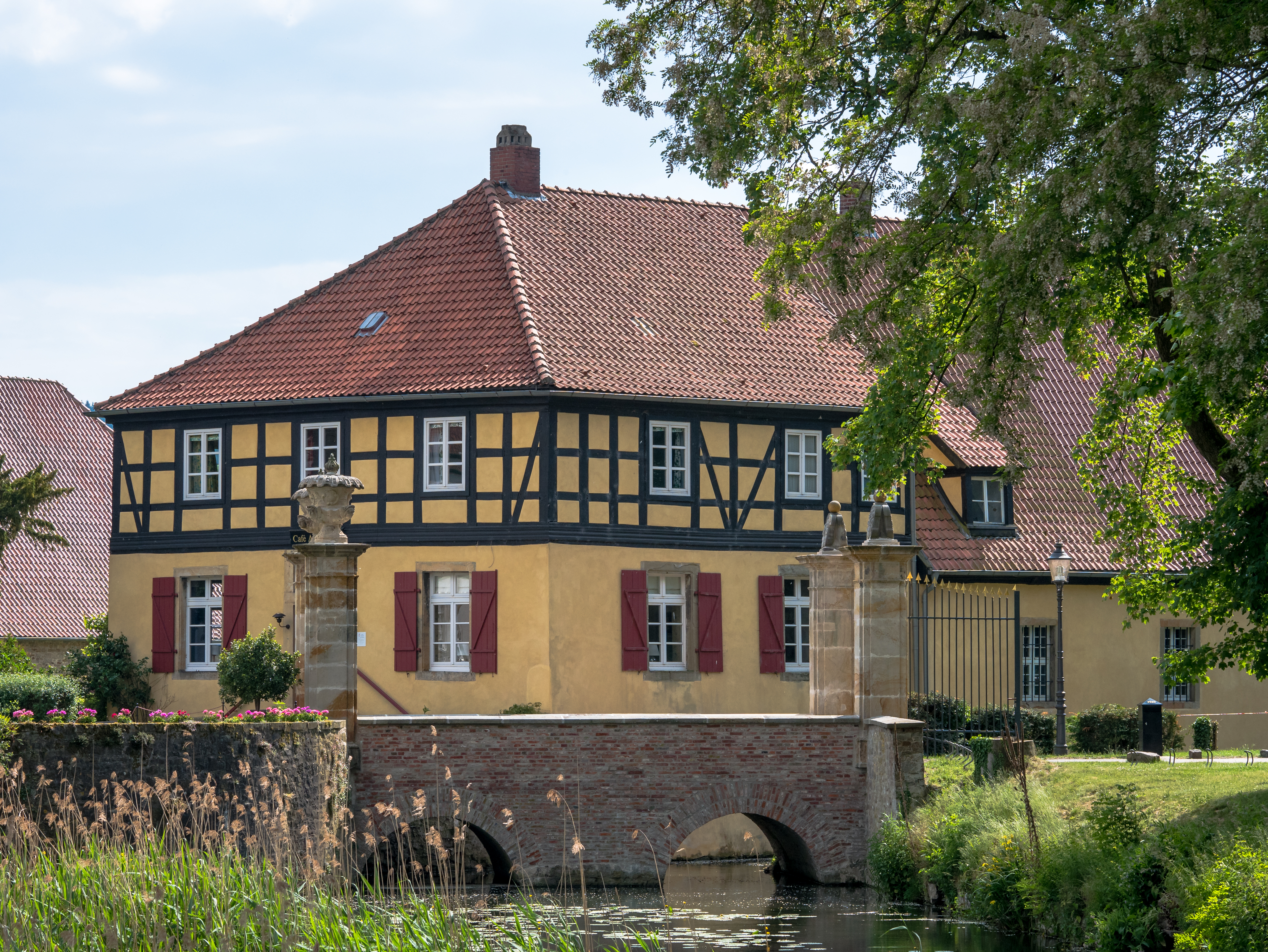
Alte Rentei
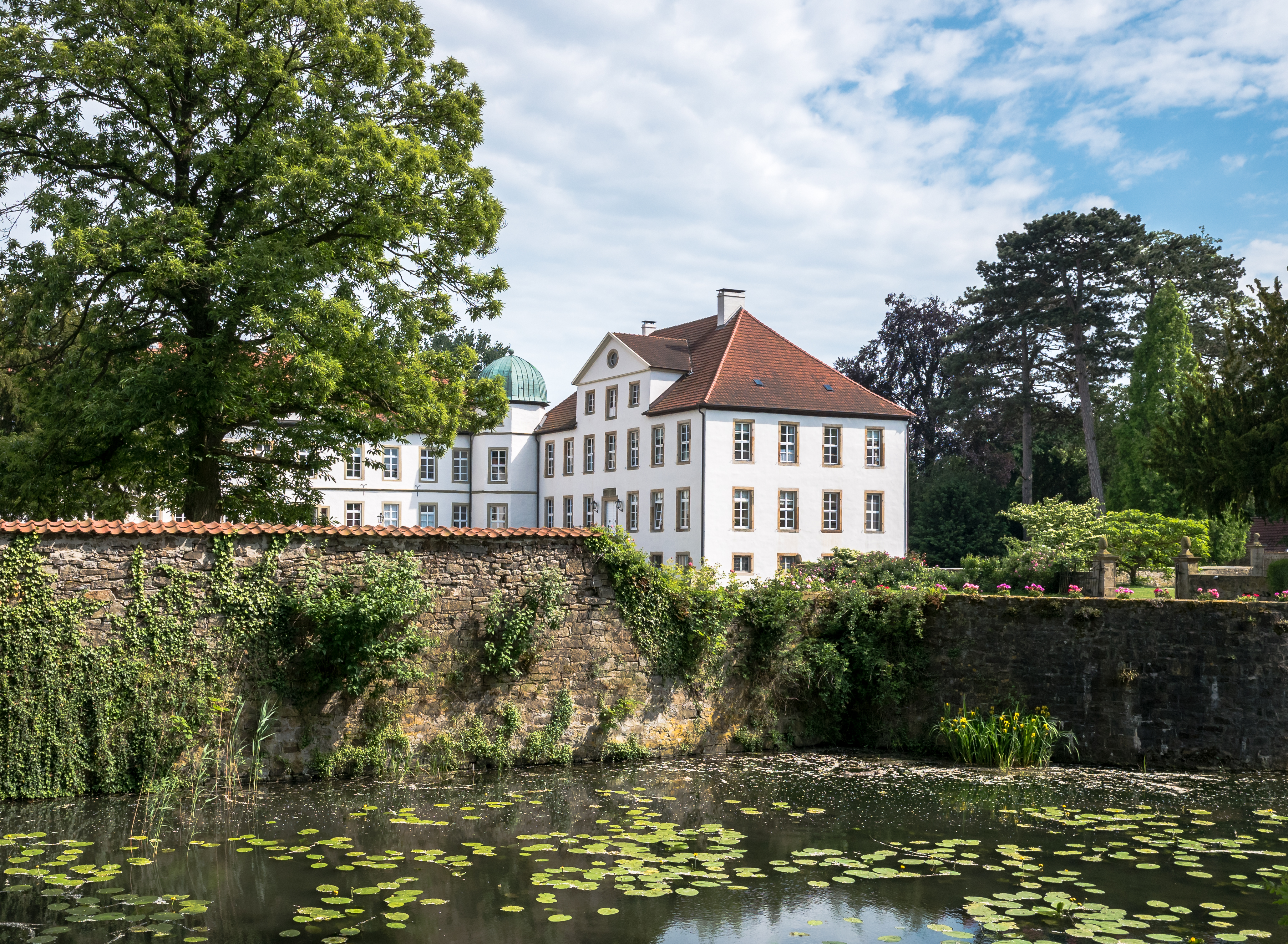
Gräfte
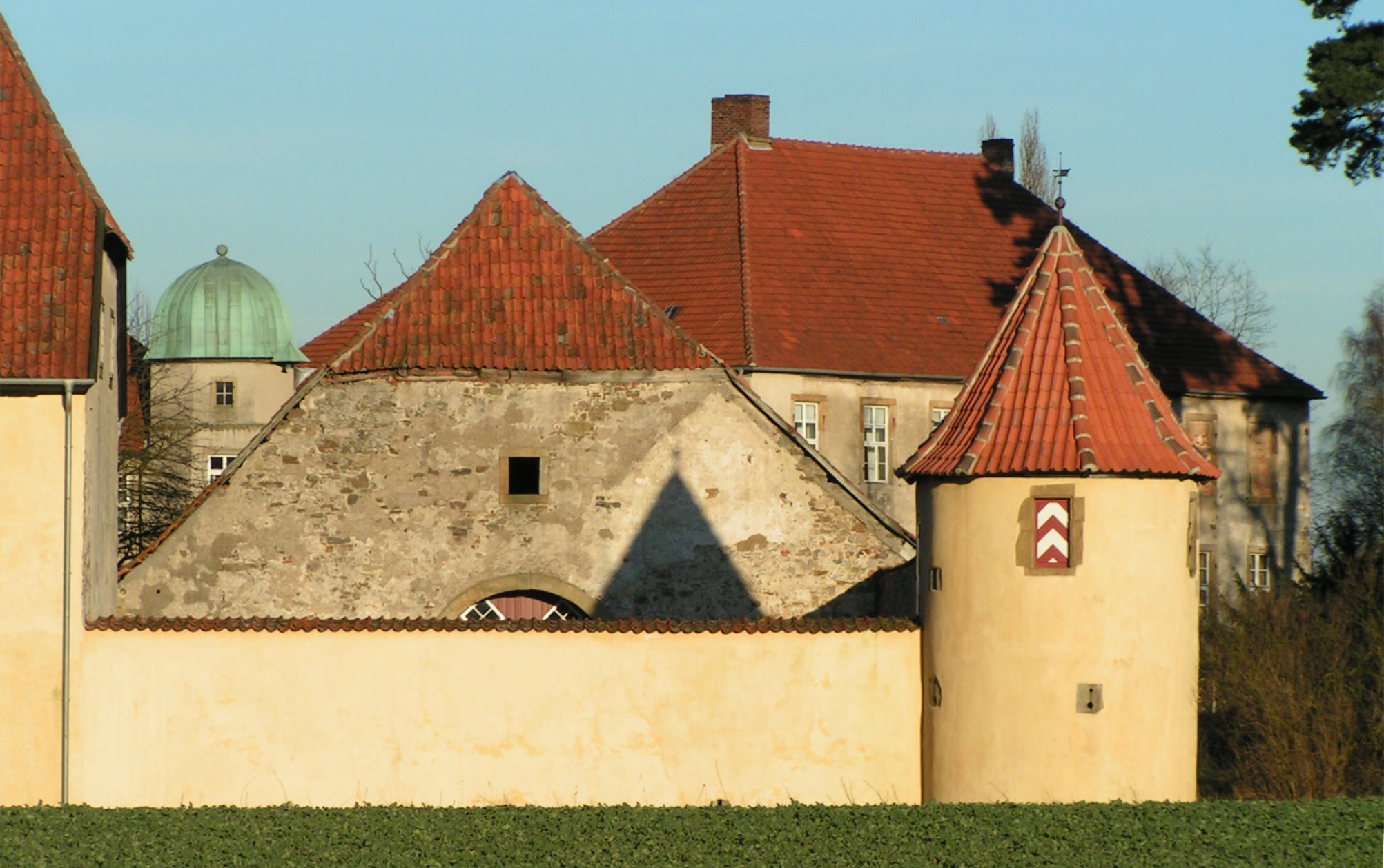
Schlossmauer und Türme
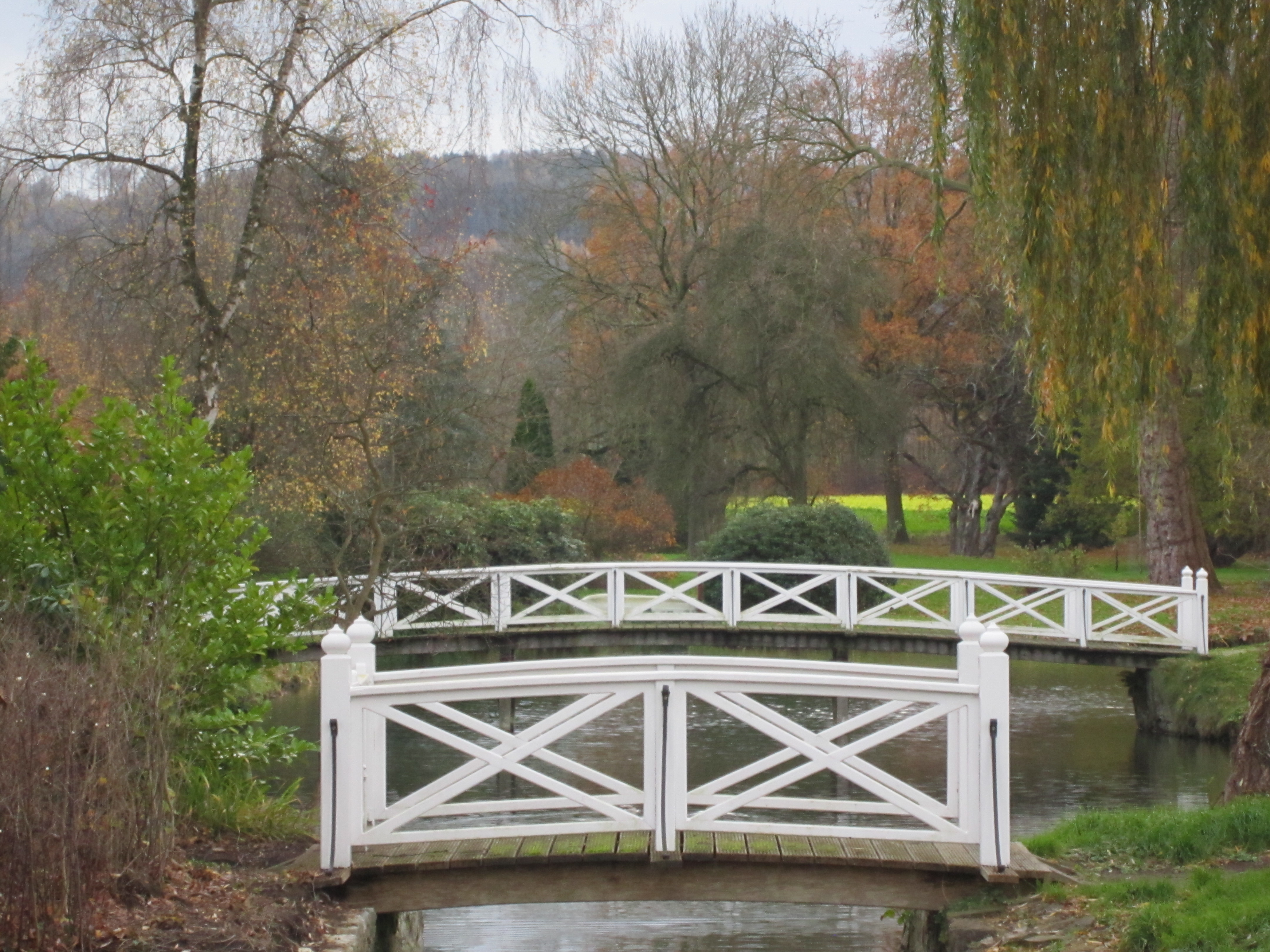
Brücken im Schlosspark

### Der Park
Der Park grenzt im Osten an das Schloss und wurde in seiner heutigen Form 1840 zum englischen Landschaftsgarten umgewandelt und enthält eine kleine Orangerie. Die Verbindung zum Schloss stellt die sogenannte Weltinsel dar, die sowohl mit der Terrasse des Schlosses als auch über eine Brücke mit der weitläufigen Anlage verbunden ist.

### Ruheforst

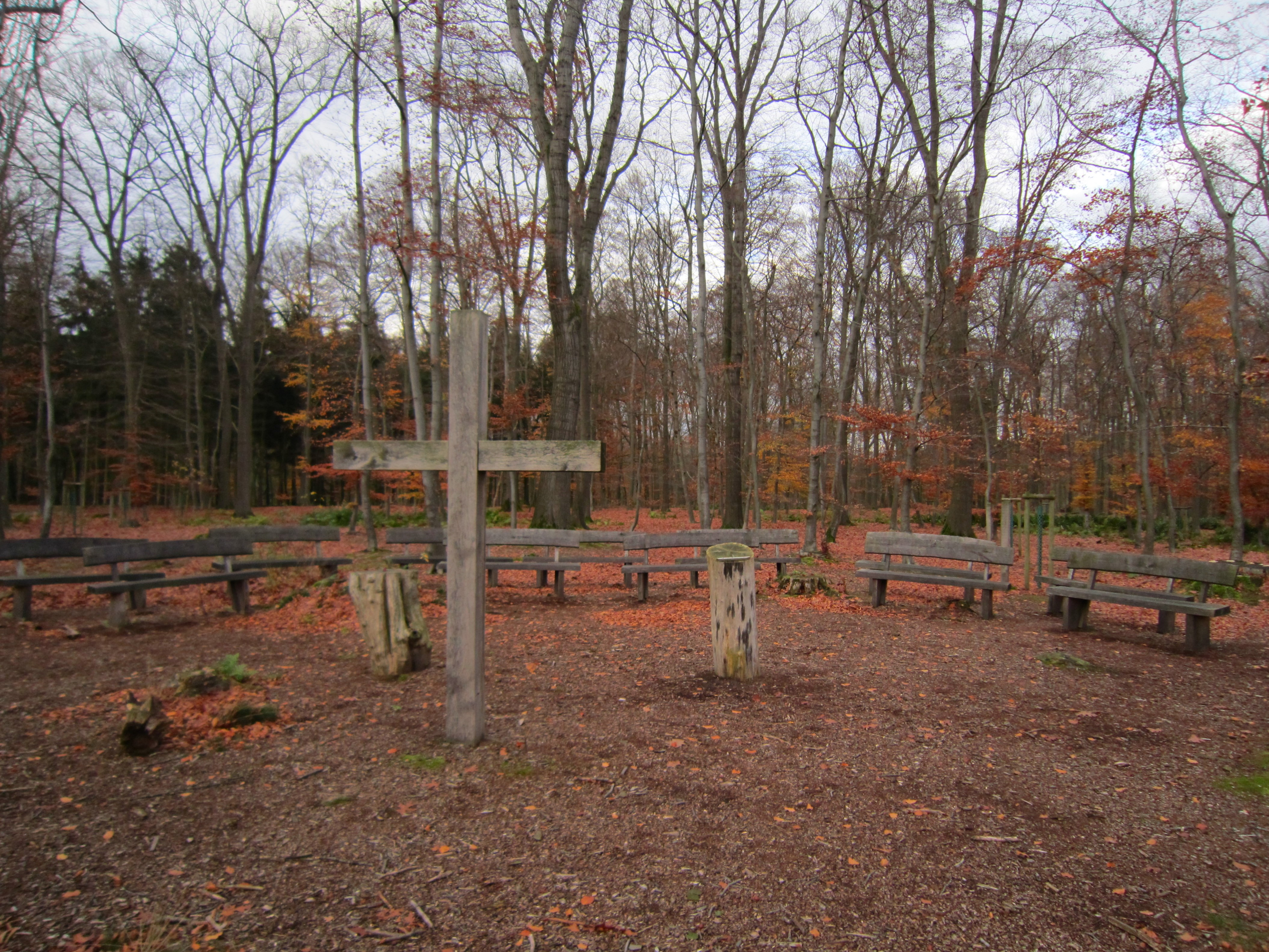
Andachtsplatz im Ruheforst Hünnefeld

Am 3. Februar 2017 wurde nordwestlich des Schlosses Hünnefeld der RuheForst Schloss Hünnefeld eröffnet. Die ca. 17 ha große Waldfläche war in Zusammenarbeit mit der Waldeigentümerin Luise Freifrau von dem Bussche-Hünnefeld und ihrer Familie als RuheForst ausgewiesen worden.

## Die Herren auf Hünnefeld
- Clamor von dem Bussche (1532 – 19. Februar 1573) und Anna von Ascheberg (1540 – 4. Januar 1606)
- Gerhard-Clamor von dem Bussche (* 1572; † 1614) und Hedwig von Münchhausen (* 1590; † 1653)
- Clamor Eberhard von dem Bussche (7. August 1611 – 3. Juli 1666), Erbherr auf Hünnefeld und Streithorst (seit 1656)
- Clamor Eberhard, Christoph von dem Bussche (* 28. Juni 1643)
- Clamor Adolph Theodor von dem Bussche (1734–1818), Erbherr der Majoratsgüter Hünnefeld, Buddemühlen, Tappenburg, Königsbrück, Steinhausen und Nienburg

## Heutige Nutzung
Der Haupt- und Südflügel sowie der hintere Garten werden bis heute von der Familie von dem Bussche-Hünnefeld als Wohnhaus genutzt und sind nicht zugänglich. Im Nordflügel wurde ein kleines Museum zur Geschichte von Haus und Familie eingerichtet, welches regelmäßig am Wochenende geöffnet ist.
Seit 2006 finden auf dem Gelände von Schloss Hünnefeld alljährlich im Frühsommer die Hünnefelder Hoffest-Spiele statt. Bisher trat das Theaterensemble Poetenpack aus Potsdam auf.

## Trivia

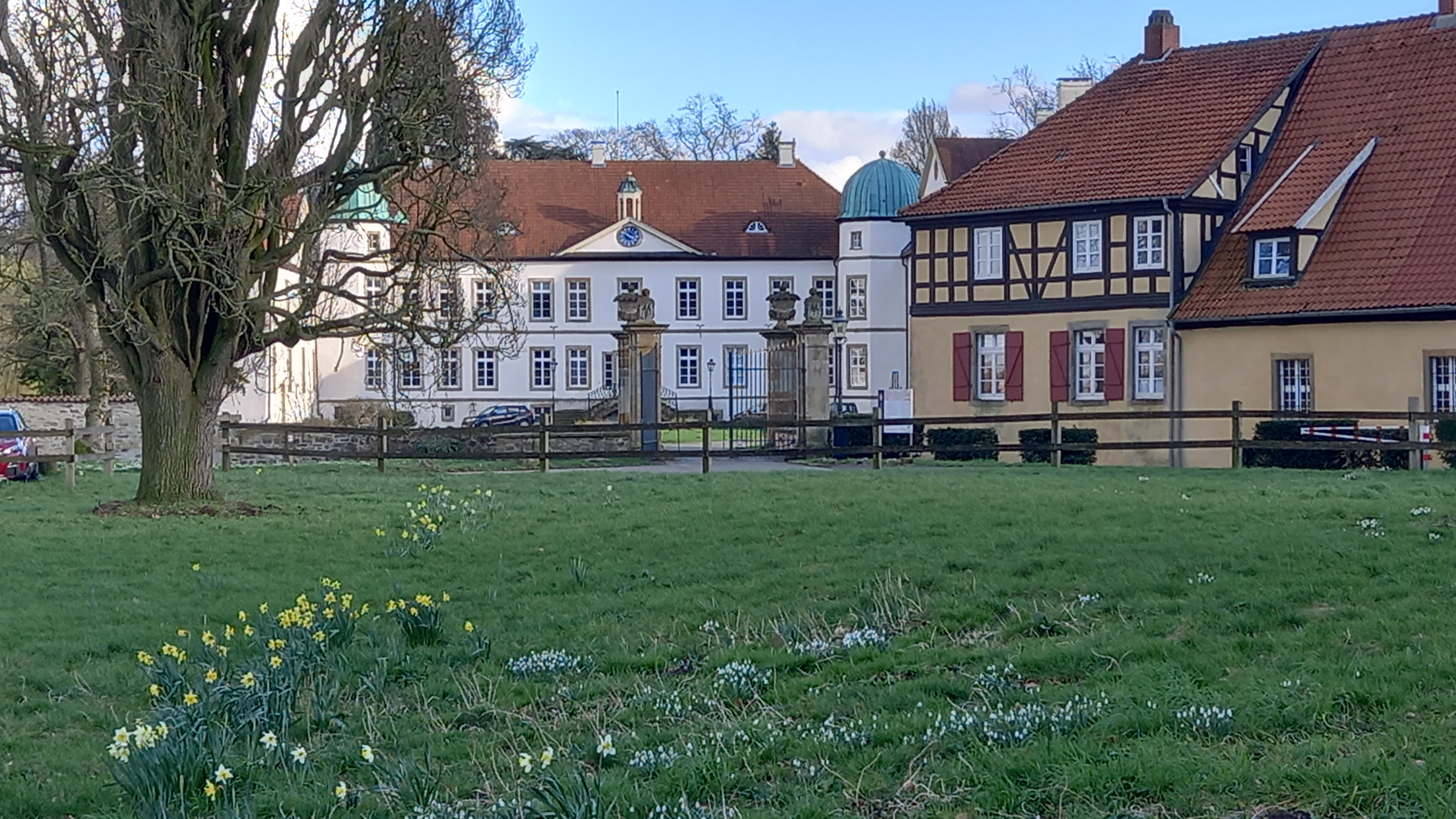
Frühblüher (einschließlich Narzissen) gegenüber der Einfahrt zum Schloss Hünnefeld in der letzten Februardekade 2024

Die Umgebung des Schlossgeländes ist für die sehr früh einsetzende Blüte von Frühlingsblumen bekannt.